# Рязанов Володимир Михайлович
Володимир Михайлович Рязанов (19 січня 1948, місто Канськ, тепер Красноярського краю, Російська Федерація) — радянський діяч, електрозварювальник ремонтно-інструментального заводу виробничого об'єднання «Абаканвагонмаш» міста Абакан Хакаської АРСР. Член ЦК КПРС у 1990—1991 роках.

## Життєпис
У 1965—1970 роках — слюсар чорногорського монтажного управління «Східсантехмонтаж», слюсар-сантехнік дробильно-збагачувальної фабрики Хакаської автономної області Красноярського краю.
Член КПРС з 1970 року.
З 1970 року — секретар комітету ВЛКСМ Тейського рудника Аскизського району Хакаської автономної області Красноярського краю.
У 1975 році закінчив Вищу профспілкову школу культури у місті Ленінграді.
У 1975—1981 роках — директор Абазинського будинку культури Таштипського району Хакаської автономної області Красноярського краю.
У 1981—1983 роках — директор Абаканського драматичного театру імені Лермонтова Хакаської автономної області Красноярського краю.
З 1983 року — електрозварювальник ремонтно-інструментального заводу виробничого об'єднання «Абаканвагонмаш» міста Абакан Хакаської автономної області Красноярського краю (Хакаської АРСР).
Подальша доля невідома.